# Embellisia phragmospora
Embellisia phragmospora är en svampart som först beskrevs av Emden, och fick sitt nu gällande namn av E.G. Simmons 1983. Embellisia phragmospora ingår i släktet Embellisia och familjen Pleosporaceae.   Inga underarter finns listade i Catalogue of Life.